# Cecilia Dahlman
| Posities op de WTA-ranglijst Positie per einde seizoen: \| jaar \| rang enkelspel \| rang dubbelspel \| \| ---- \| -------------- \| --------------- \| \| 1985 \| 297 \| – \| \| 1986 \| 216 \| – \| \| 1987 \| 329 \| 356 \| \| 1988 \| 166 \| 268 \| \| 1989 \| 94 \| 109 \| \| 1990 \| 82 \| 193 \| \| 1991 \| 180 \| – \| \| 1992 \| 129 \| 541 \| \| 1993 \| 214 \| – \| |                |                 |
| jaar | rang enkelspel | rang dubbelspel |
| 1985 | 297            | –               |
| 1986 | 216            | –               |
| 1987 | 329            | 356             |
| 1988 | 166            | 268             |
| 1989 | 94             | 109             |
| 1990 | 82             | 193             |
| 1991 | 180            | –               |
| 1992 | 129            | 541             |
| 1993 | 214            | –               |

Cecilia Dahlman (Lund, 24 juli 1968) is een voormalig tennisspeelster uit Zweden. Dahlman was actief in het proftennis van 1985 tot en met 1993.

## Loopbaan

### Enkelspel
Dahlman debuteerde in 1985 op het ITF-toernooi van Stockholm (Zweden). Later dat jaar stond zij voor het eerst in een finale, op het ITF-toernooi van Peterborough (Engeland) – hier veroverde zij haar eerste titel, door de Tsjecho-Slowaakse Nora Bajchiková te verslaan. In totaal won zij vier ITF-titels, de laatste in 1988 in Eastbourne (Engeland).
In 1988 kwalificeerde Dahlman zich voor het eerst voor een WTA-hoofdtoernooi, op het toernooi van Berlijn. Zij stond in 1989 voor het eerst in een WTA-finale, op het toernooi van Athene – hier veroverde zij haar eerste titel, door de Australische Rachel McQuillan te verslaan. In totaal won zij twee WTA-titels, de andere in 1990, nogmaals in Athene.
Haar beste resultaat op de grandslamtoernooien is het bereiken van de tweede ronde. Haar hoogste notering op de WTA-ranglijst is de 63e plaats, die zij pakte in juli 1990, na het bereiken van de tweede ronde op Wimbledon.

### Dubbelspel
Dahlman was in het dubbelspel minder actief dan in het enkelspel. Zij debuteerde in 1986 op het ITF-toernooi van Bournemouth (Engeland), samen met de Nederlandse Hellas ter Riet. Zij stond in 1987 voor het eerst in een finale, op het ITF-toernooi van Helsinki (Finland), samen met de Finse Laura Maennistoe – hier veroverde zij haar enige dubbelspeltitel, door het Tsjecho-Slowaakse duo Denisa Krajčovičová en Radka Zrubáková te verslaan.
In 1988 speelde Dahlman voor het eerst op een WTA-hoofdtoernooi, op het toernooi van Parijs, samen met de Amerikaanse Elizabeth Galphin. Zij stond in 1989 één keer in een WTA-finale, op het toernooi van Taipei, samen met de Japanse Nana Miyagi – zij verloren van het koppel Maria Lindström en Heather Ludloff.
Op de grandslamtoernooien kwam zij nooit voorbij de eerste ronde. Haar hoogste notering op de WTA-ranglijst is de 95e plaats, die zij bereikte in april 1990.

### Tennis in teamverband
In de periode 1989–1993 maakte Dahlman deel uit van het Zweedse Fed Cup-team – zij behaalde daar een winst/verlies-balans van 7–5.

## Palmares
| Legenda                |
| ---------------------- |
| Grandslamtoernooi      |
| Olympische Spelen      |
| Year-End Championships |
| Tier I                 |
| Tier II                |
| Tier III               |
| Tier IV & V            |

### WTA-finaleplaatsen enkelspel
| nr.              | finale     | toernooi   | ondergrond | tegenstandster   | score         |
| ---------------- | ---------- | ---------- | ---------- | ---------------- | ------------- |
| gewonnen finales |            |            |            |                  |               |
| 1.               | 1989-09-17 | WTA Athene | gravel     | Rachel McQuillan | 6-3, 1-6, 7-5 |
| 2.               | 1990-09-16 | WTA Athene | gravel     | Katia Piccolini  | 7-5, 7-5      |
| verloren finales |            |            |            |                  |               |
| geen             |            |            |            |                  |               |

### WTA-finaleplaatsen vrouwendubbelspel
| nr.              | finale     | toernooi   | ondergrond | partner     | tegenstandsters                 | score         |
| ---------------- | ---------- | ---------- | ---------- | ----------- | ------------------------------- | ------------- |
| gewonnen finales |            |            |            |             |                                 |               |
| geen             |            |            |            |             |                                 |               |
| verloren finales |            |            |            |             |                                 |               |
| 1.               | 1989-04-30 | WTA Taipei | hardcourt  | Nana Miyagi | Maria Lindström Heather Ludloff | 6-4, 5-7, 3-6 |

### Gewonnen ITF-toernooien enkelspel
| nr. | finale     | toernooi     | dotatie | tegenstandster in finale | score         |
| --- | ---------- | ------------ | ------- | ------------------------ | ------------- |
| 1.  | 1985-11-03 | Peterborough | $10.000 | Nora Bajchiková          | 7-5, 6-2      |
| 2.  | 1985-11-17 | Queens       | $10.000 | Nicole Jagerman          | 2-6, 6-4, 6-1 |
| 3.  | 1986-05-04 | Sutton       | $10.000 | Natallja Zverava         | 6-2, 3-6, 6-0 |
| 4.  | 1988-10-09 | Eastbourne   | $25.000 | Carin Bakkum             | 7-6, 6-0      |

### Gewonnen ITF-toernooien dubbelspel
| nr. | finale     | toernooi | dotatie | partner          | tegenstandsters in finale           | score         |
| --- | ---------- | -------- | ------- | ---------------- | ----------------------------------- | ------------- |
| 1.  | 1987-01-18 | Helsinki | $10.000 | Laura Maennistoe | Denisa Krajčovičová Radka Zrubáková | 6-7, 7-6, 7-6 |

## Resultaten grandslamtoernooien
| Legenda | Legenda                          |
| ------- | -------------------------------- |
| g.t.    | geen toernooi gehouden           |
| l.c.    | lagere categorie                 |
| –       | niet deelgenomen                 |
| G       | uitgeschakeld in de groepsfase   |
| 1R      | uitgeschakeld in de eerste ronde |
| 2R      | uitgeschakeld in de tweede ronde |
| 3R      | uitgeschakeld in de derde ronde  |
| 4R      | uitgeschakeld in de vierde ronde |
| KF      | uitgeschakeld in de kwartfinale  |
| HF      | uitgeschakeld in de halve finale |
| F       | de finale verloren               |
| W       | het toernooi gewonnen            |
| w-v     | winst/verlies-balans             |

### Enkelspel
| Toernooi        | 1989 | 1990 | 1991 |    | 1993 |
| --------------- | ---- | ---- | ---- | -- | ---- |
| Australian Open | 1R   | 2R   | –    | –  |      |
| Roland Garros   | –    | 1R   | 1R   | 1R |      |
| Wimbledon       | –    | 2R   | 1R   | 1R |      |
| US Open         | –    | 1R   | 1R   | –  |      |

### Vrouwendubbelspel
| Toernooi        | 1989 | 1990 |
| --------------- | ---- | ---- |
| Australian Open | 1R   | 1R   |
| Roland Garros   | 1R   | –    |
| Wimbledon       | –    | –    |
| US Open         | –    | –    |